# K League 1994
Die Korean League 1994 war die zwölfte Spielzeit der höchsten südkoreanischen Fußballliga. Die Liga bestand aus sieben Vereinen. Chonbuk Buffalo trat in dieser Saison der K League bei. Sie spielten jeweils fünfmal gegeneinander.

## Teilnehmende Mannschaften
folgende Mannschaften nahmen an der Korean League 1994 teil:
| Verein           | Ort    | Gründungsjahr | Heimspielstätte                             | Vorjahresplatzierung |
| ---------------- | ------ | ------------- | ------------------------------------------- | -------------------- |
| Yukong Elephants | Seoul  | 1982          | Dongdaemun-Stadion                          | 5. Platz             |
| LG Cheetahs      | Seoul  | 1983          | Dongdaemun-Stadion                          | Vizemeister          |
| Ihlwa Chunma     | Seoul  | 1989          | Dongdaemun-Stadion                          | Meister              |
| POSCO Atoms      | Pohang | 1973          | Steel-Yard-Stadion Gwangyang-Fußballstadion | 4. Platz             |
| Daewoo Royals    | Busan  | 1979          | Busan-Gudeok-Stadion                        | 6. Platz             |
| Hyundai Horang-i | Ulsan  | 1983          | Ulsan-Gongseol-Stadion                      | 3. Platz             |
| Chonbuk Buffalo  | Jeonju | 1994          | Jeonju-Stadion                              | Neu                  |

## Abschlusstabelle
| Pl. | Verein           | Sp. | S  | U  | N  | Tore    | Diff. | Punkte |
| --- | ---------------- | --- | -- | -- | -- | ------- | ----- | ------ |
| 1.  | Ihlwa Chunma (M) | 30  | 15 | 9  | 6  | 042:300 | +12   | 54     |
| 2.  | Yukong Elephants | 30  | 14 | 9  | 7  | 047:310 | +16   | 51     |
| 3.  | POSCO Atoms      | 30  | 13 | 11 | 6  | 049:370 | +12   | 50     |
| 4.  | Hyundai Horang-i | 30  | 11 | 13 | 6  | 038:300 | +8    | 46     |
| 5.  | LG Cheetahs      | 30  | 12 | 7  | 11 | 053:500 | +3    | 43     |
| 6.  | Daewoo Royals    | 30  | 7  | 6  | 17 | 037:560 | −19   | 27     |
| 7.  | Chonbuk Buffalo  | 30  | 3  | 5  | 22 | 030:620 | −32   | 14     |

| (M) | Amtierender Meister: Ihlwa Chunma |